# Joseph Green Tilford
Joseph Green Tilford, ameriški general, * 26. november 1828, † 24. februar 1911.
Bil je eden iz osmih Custerjevih vojakov, ki so pozneje dosegli čin brigadnega generala.

## Življenjepis
1. julija 1847 je vstopil v Vojaško akademijo ZDA; diplomiral je kot 40. v letniku (od 42 kadetov) in kot 1533. diplomiranec akademije.
Prvotno je bil dodeljen Mounted Rifles; enota je bila 3. avgusta 1861 preimenovana v 3. konjeniški polk.
Pozneje je bil dodeljen Konjeniški šoli. 
Med letoma 1889 in 1891 je bil poveljnik 9. konjeniškega polka; na dan upokojitve (1. julij 1891) je bil povišan v brigadnega generala.

## Pregled vojaške kariere
Napredovanja
- brevetni drugi poročnik: 1. julij 1851
- drugi poročnik: 27. januar 1853
- prvi poročnik: 14. junij 1858
- stotnik: 31. julij 1861
- brevetni major: 21. februar 1862
- brevetni podpolkovnik: 14. marec 1865
- major, Konjenica ZDA: 27. november 1867
- podpolkovnik, Konjenica ZDA: 22. september 1883
- polkovnik, Konjenica ZDA: 11. april 1889
- brigadni general: 1. julij 1891

## Arlington
Pokopan je na Nacionalnem pokopališču Arlington. Na pokopališču so pokopani še njegova žena Cornelia Van Ness Tilford (1838–1929), njun sin polkovnik James Dean Tilford (1877–1952) in njegova žena Helen M. Ferguson Tilford (1883–1953), njuna hči Nina Cameron in njen mož generalmajor George Hamilton Cameron, vnuk major James Dean Tilford mlajši in njegova žena Emily Jane Tilford ter drugi vnuk prvi poročnik Douglas Tilford Cameron.